# Espero (cacciatorpediniere 1927)
L’Espero è stato un cacciatorpediniere della Regia Marina, sesta unità della classe Tùrbine in ordine di varo. Fu tra le prime unità ad essere perse dall'inizio del conflitto, venendo affondato durante la battaglia dell'omonimo convoglio.

## Storia
La nave venne impostata il 29 aprile 1925 nel cantiere navale di Sestri Ponente (Genova) della Ansaldo e varata nell'agosto 1927, e nell'aprile 1928 prese servizio nella I Squadriglia della 1ª Flottiglia della I Divisione Siluranti, facente parte della 1ª Squadra Navale, di base a La Spezia. Nel 1930 partecipò a dei viaggi in acque spagnole e nel Mar Egeo. Nel febbraio 1932 fu inviato in Cina insieme all'incrociatore pesante Trento, facendo ritorno in Italia nell'ottobre dello stesso anno. Nel 1937-1938 prese parte alla guerra di Spagna a contrasto del contrabbando di rifornimenti per le truppe spagnole repubblicane.
All'inizio della seconda guerra mondiale aveva base a Taranto ed era caposquadriglia della II Squadriglia Cacciatorpediniere, che comprendeva i gemelli Borea, Ostro e Zeffiro. Comandante dell'unità era, dal 26 giugno, il capitano di vascello Enrico Baroni (nato a Firenze il 24 novembre 1892 - 28 giugno 1940, in battaglia).

### Battaglia del convoglio Espero
Il 27 giugno 1940, di sera, l’Espero salpò da Taranto per la sua prima missione di guerra: trasportare a Tobruk, insieme all’Ostro (C C Luigi Monterisi) ed allo Zeffiro (C C Giovanni Dessy), due batterie contraeree (od anticarro) della Milizia Volontaria per la Sicurezza Nazionale per un totale di 10 bocche da fuoco, 120 tonnellate di munizioni ed i relativi serventi, 162 camicie nere.

Foto ufficiale dellEspero

Nel pomeriggio del giorno seguente le tre unità della II Squadriglia furono avvistate ed attaccate, un centinaio di miglia a nord di Tobruk, dal 7° Cruiser Squadron della Royal Navy: lo componevano gli incrociatori leggeri Sydney (australiano), Orion, Liverpool, Neptune e Gloucester (britannici), che iniziarono il tiro alle ore 18, da una distanza compresa tra i 16.000 ed i 18.000 metri. La teorica velocità superiore che i tre cacciatorpediniere italiani avrebbero dovuto avere era vanificata dall'appesantimento rappresentato dal carico imbarcato. Il comandante Baroni prese dunque la decisione di sacrificare la propria nave nel tentativo di trattenere gli incrociatori inglesi, ordinando al contempo ad Ostro e Zeffiro di dirigere per Bengasi alla massima velocità (entrambi i cacciatorpediniere scamparono così alla distruzione e giunsero in porto indenni).
L’Espero aprì il fuoco alle 18.10 ed andò incontro agli incrociatori inglesi, manovrando ad elevata velocità per evitare le bordate, stendendo cortine fumogene per coprire la ritirata delle unità gemelle, sparando con i cannoni colpì da grande distanza HMS Liverpool danneggiando il complesso lanciasiluri del grande incrociatore, e lanciando siluri per costringere le unità britanniche a tenersi a distanza: infatti occorsero due ore di combattimento e ben 5000 proiettili (tra cui 1600 del calibro principale, 152 mm), perché la nave venisse colpita. A colpire il cacciatorpediniere fu principalmente il Sydney.
I primi proiettili caduti a bordo del cacciatorpediniere provocarono numerose vittime tra le camicie nere, sistemate in coperta, poi fu colpita una caldaia ed in breve l’Espero venne immobilizzato; mentre tre degli incrociatori si avvicinavano sino a 5.000 metri per ultimarne la distruzione, lanciò altri due siluri. Furono messe a mare alcune imbarcazioni, mentre alcuni dei pezzi continuarono a sparare sino all'affondamento; furono allagati i depositi munizioni e l’Espero dapprima sbandò sulla sinistra, poi si raddrizzò, quindi, colpito ancora ed in fiamme, sbandò sulla dritta e s'inabissò alle 20.15 nel punto 35°18' N e 20°12' E, portando con sé gran parte dell'equipaggio. Il comandante Baroni, ferito, affondò volontariamente con la sua nave: alla sua memoria fu conferita la Medaglia d'oro al valor militare.
Il Sydney, portatosi nei pressi del luogo dell'affondamento, recuperò uno zatterino con 37 (o 41) superstiti, mentre le altre imbarcazioni, parte non viste, parte allontanatesi per evitare la prigionia, rimasero alla deriva per diversi giorni.

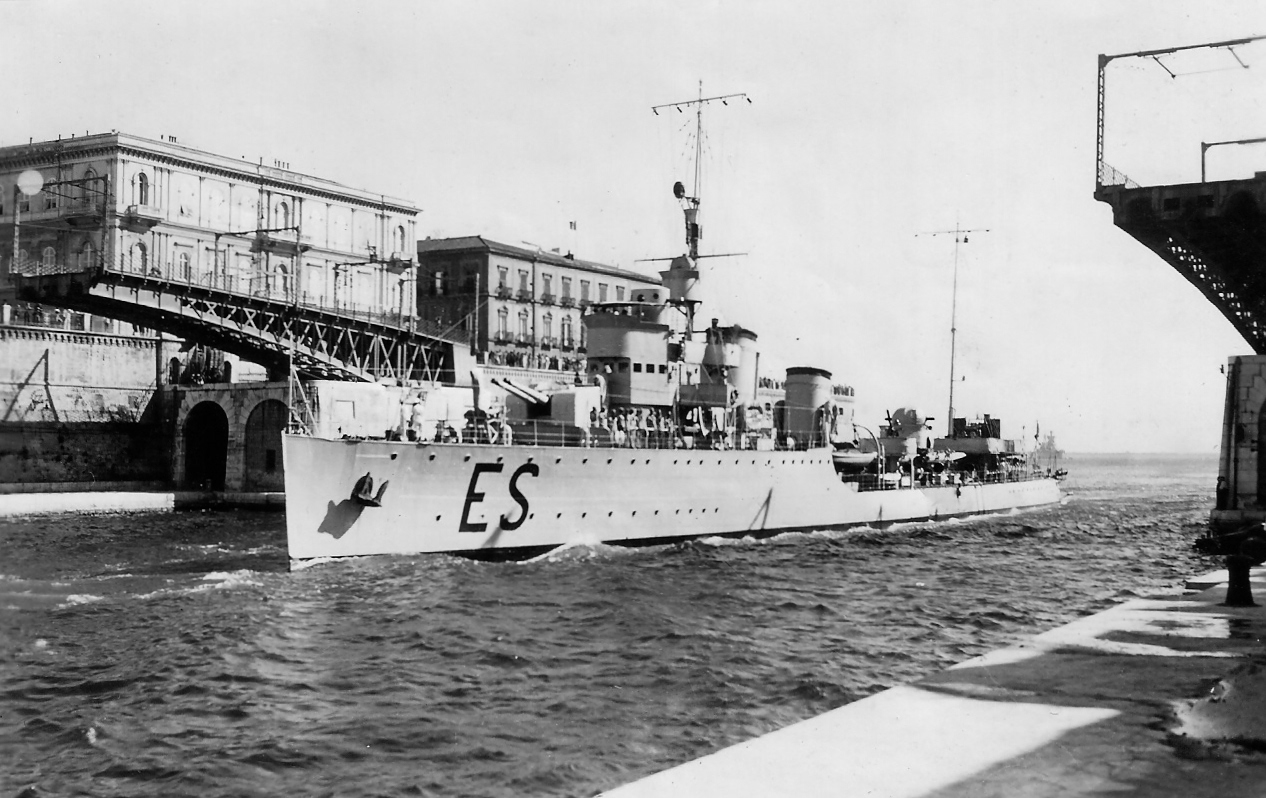
L'Espero a Taranto

Solo una, con a bordo 36 uomini (tra cui il comandante in seconda), fu infine soccorsa. Prima però rimase alla deriva per 13 giorni: entro tre giorni fame, sete e follia (alcuni uomini, impazziti per la fame ed il sole, si gettarono in acqua, tra questi il comandante in seconda) avevano ridotto il numero degli occupanti a 14, divenuti poi 7 quando, quattro giorni dopo l'affondamento, fu trovata una scialuppa abbandonata (probabilmente un cutter con i viveri lasciato dal Sydney prima di andarsene) con a bordo quattro barilotti d'acqua, che consentì la sopravvivenza degli uomini rimasti, tranne uno. Il decimo e l'undicesimo giorno furono avvistati aerei, ma solo tredici giorni dopo l'affondamento i 6 superstiti, stremati, furono tratti in salvo dal sommergibile Topazio.
L’Espero fu la prima unità dei 58 cacciatorpediniere italiani affondati durante il conflitto e la prima delle 174 navi mercantili e militari dell’Asse perdute nella sanguinosa guerra dei convogli per la Libia tra il giugno del 1940 ed il gennaio del 1943.